# Tournoi britannique de rugby à XV 1888
Navigation
Tournoi 1887 Tournoi 1889
Le tournoi britannique de rugby à XV 1888 (joué du 4 février au 10 mars) est incomplet pour cause de boycott de l'Angleterre par les trois autres nations.

## Classement
Classement non officiel du tournoi britannique inachevé de 1888 avec seulement la moitié des matches joués :
| Nations        | J | V | N | D | PM | PE | Δ  | Pts |
| -------------- | - | - | - | - | -- | -- | -- | --- |
| Irlande        | 2 | 1 | 0 | 1 | 2  | 1  | +1 | 2   |
| Écosse (T)     | 2 | 1 | 0 | 1 | 1  | 0  | +1 | 2   |
| Pays de Galles | 2 | 1 | 0 | 1 | 0  | 2  | -2 | 2   |
| Angleterre     | 0 | 0 | 0 | 0 | 0  | 0  | 0  | 0   |

- Légende

J : matches joués, V : victoires, N : matches nuls, D : défaites
PM : points marqués, PE : points encaissés, Δ : différence de points PP - PC
Pts : points de classement (barème : victoire 2 points, match nul 1 point, défaite 0 point)
T : Tenante du titre 1887.
- Avec deux matches joués sur trois :
  - meilleure attaque pour l'Irlande,
  - meilleure défense : Écosse.

## Résultats
Les trois matches se jouent un samedi.
- Barème des points en usage : e essai, 0 point ; t transformation, 1 point ; d drop goal, 1 point.

| 4 février 1888 0Rodney Parade, Newport | Pays de Galles | 0(1e) 0 - 0 (0e)       | Écosse         |
| 3 mars 1888 0Lansdowne Road, Dublin    | Irlande        | (2e,1t,1d) 2 - 0 (0e)0 | Pays de Galles |
| 10 mars 1888 0Raeburn Place, Édimbourg | Écosse         | (1e,1t) 1 - 0 (0e)     | Irlande        |

## Les matches

### Pays de Galles - Écosse
Première victoire du pays de Galles sur l'Écosse.
| 4 février 1888 | Pays de Galles Capitaine : Clapp | 0 - 0 | Écosse Capitaine : C Reid | Rodney Parade, Newport Arbitre : J Chambers |
| 4 février 1888 | Essai(s) : Jenkins-Price         |       |                           | Rodney Parade, Newport Arbitre : J Chambers |
| 4 février 1888 |                                  |       |                           | Rodney Parade, Newport Arbitre : J Chambers |

### Irlande - pays de Galles
Première victoire de l'Irlande sur le pays de Galles.
| 3 mars 1888 | Irlande Capitaine : H Neill                                                          | 2 - 0 | Pays de Galles Capitaine : Clapp | Lansdowne Road, Dublin 4 000 spectateurs Arbitre : G Rowland Hill |
| 3 mars 1888 | Essai(s) : 2 R Warren, T Shanahan Transformation(s) : Rambaut Drop(s) : M Carpendale |       |                                  | Lansdowne Road, Dublin 4 000 spectateurs Arbitre : G Rowland Hill |
| 3 mars 1888 |                                                                                      |       |                                  | Lansdowne Road, Dublin 4 000 spectateurs Arbitre : G Rowland Hill |

### Écosse - Irlande
Bien que qu'ayant perdu contre l'Écosse, l'Irlande est en tête de ce tournoi tronqué avec la meilleure attaque.
| 10 mars 1888 | Écosse Capitaine : C Reid                          | 1 - 0 | Irlande Capitaine : H Neill | Raeburn Place, Édimbourg Arbitre : J McLaren |
| 10 mars 1888 | Essai(s) : D MacFarlan Transformation(s) : C Berry |       |                             | Raeburn Place, Édimbourg Arbitre : J McLaren |
| 10 mars 1888 |                                                    |       |                             | Raeburn Place, Édimbourg Arbitre : J McLaren |